# Pena Linhas Aéreas
A Pena Linhas Aéreas é uma empresa aérea extinta do Brasil, sediada em Santarém, no Pará.
Em 26 de abril de 1994: registro da PT-OGI  Itaituba para Jacareacanga com baixa visibilidade e abaixo do mínimo caiu pouco antes do pouso em Jacareacanga em parte devido à falta de experiência do piloto. A tripulação de 2 pessoas morreu.

## História
A empresa teve origem na empresa de táxi aéreo Pena, Em março de 1996 a empresa obteve duas aeronaves, a Embraer 120 diretamente da Embraer que somavam dois Embraer 110 e 2 Cessna 208 Caravan.
Em 2004 a frota foi reduzida a 5 aeronaves, porém não foi conseguindo e a empresa encerrou suas atividades em dezembro de 2004.

## Frota
A PENTA operou época diversas com uma frota de 9 Cessna C208 Caravan, 2 Bombardier (De Havilland) Dash 8 Q-300, 2 Embraer EMB-110P1 Bandeirante e 1 Embraer EMB-120 Brasília.